# 발생 (법학)
법의 발생은 법이 어떻게 해서 생기느냐의 학문적 문제(법의 발생론)를 일컫는 말이다.
법사학(法史學)이 고대법(古代法)을, 그리고 법인류학(法民俗學)이 원시(未開) 사회법을 연구하기 시작함으로써 법학의 한 과제가 되었다. 그 연구에는 역사학·고고학(考古學)·인류학·경제학·심리학 등의 인문·사회 분야의 여러 과학의 방법을 종합 구사함이 필요하며, 학설·이론도 가지각색이다.
법은 그때마다의 분쟁해결 수단이 아니며 분쟁예방의 일반적 룰이므로 법의 발생에는 적어도 정치적(권력적) 통일사회의 성립이 전제가 된다. 또 내용적으로도 분쟁은 재화(財貨)를 매개로 하는 인간관계에서 생기기 쉬우므로 법의 발생은 경제생활 질서의 성립과 동시적일 것이다. 정치 질서·경제 질서의 확립 후라도 사회의 발달·변천에 대응해서 새로운 법이 발생한다. 법을 단지 도덕 원리의 전개로서가 아니고 사회 및 경제와의 인간의 연관에서 발생론적으로 포착(捕捉)할 것을 시사한 것이 예링의 목적 법학(目的法學)·이익 법학이며, 마르크스 법학도 그러하다. 법의 발생론은 법을 국가의 독점으로부터 해방시켜 ‘사회 있는 곳에 법이 있다’를 확인한 점으로, 그 공적은 크다고 할 수 있다.

## 같이 보기
- 법
- 법학
- 법의 변천
- 법의 진화